# فرقة العمل المعنية بسمنة الأطفال
فرقة عمل السمنة الخاصة بالطفولة هي فرقة عمل تابعة لحكومة الولايات المتحدة مكلفة بخفض السمنة عند الأطفال في الولايات المتحدة. تأسست في 9 فبراير 2010 من قبل إدارة أوباما من خلال مذكرة رئاسية، معلنة عن إنشاء فرقة عمل حول السمنة عند الأطفال. تهدف فرقة العمل إلى وضع خطة للحد من السمنة لدى الأطفال. في هذا الإعلان، سلط الرئيس باراك أوباما الضوء على الإحصائيات المتعلقة بالبدانة لدى الأطفال في الولايات المتحدة، وحدد الخطوات التي ستتخذها هذه القوة الجديدة لإنهاء سمنة الأطفال. ينص القسم الأول من المذكرة على ما يلي:

هناك فرقة عمل معنية بسمنة الأطفال (فرقة العمل) لوضع خطة عمل مشتركة بين الوكالات لحل مشكلة السمنة بين أطفال أمتنا خلال جيل واحد. يعمل مساعد الرئيس للسياسة الداخلية كرئيس لفرقة العمل.
تم تصميم فرقة العمل لدعم مبادرة «دعونا نتحرك» التي أطلقتها الإدارة، والتي أعلنتها ميشيل أوباما لأول مرة في فبراير / شباط 2010. وتتشابه مبادرة «ليتشن موف» مع فرقة العمل، إلا أنها تركز على إشراك المزيد من الشركاء في القضية للحد من البدانة في الأطفال. فقط حكومة الولايات المتحدة.